# Anarquismo en Irlanda
El anarquismo en Irlanda tiene escasa tradición histórica anterior a la década de 1970; como movimiento comenzó a desarrollarse en verdad durante la década de 1990. Solo una organización ha tenido continuidad desde 1984, el Workers Solidarity Movement. Sin embargo, pueden rastrearse actividades anarquistas en Irlanda desde el siglo XIX, con grupos de corta existencia, y con actividades discontinuas, esencialmente vinculadas a la iniciativa individual.

## Orígenes
La aparición más temprana del anarquismo en Irlanda pueve encontrarse en el periodista W. G. H. Smart, autor de artículos para el periódio The Anarchist en 1880 y 1881. En 1886, Michael Gabriel, un anarquista inglés, llegó a Dublín y se instaló en Bayview Avenue en North Strand.Era miembro de la Liga Socialista, una organización entre cuyos miembros se incluían también marxistas libertarios como William Morris y anarquistas como Joseph Lane. Se formó entonces una tendencia libertaria dentro de la Liga, que distribuía material literario anarquista. El escritor irlandés Oscar Wilde expresó sus simpatías por el anarquismo en su ensayo "The Soul of Man under Socialism."
Alrededor de 1890 John Creaghe, un médico irlandés cofundador cunto a Fred Charles del periódico The Sheffield Anarchist, en el conflict por los precios de los alquileres antes de abandonar Sheffield en 1891. Se trasladó a la Argentina donde fundó el influyente periódico anarquista El Oprimido. En 1892 los anarquistas ingleses entrevistaron a Fred Allen en Dublín para ver si su “Fair Trial Fund”, un fondo de apoyo para la Hermandad Republicana Irlandesa, podría ser utilizado también en los prisioneros anarquistas. En 1894 en el Trinity College de Dublín más de 200 estudiantes asistieron a la conferencia "Anarquismo y Darwinismo"
En el siglo XX el capitán Jack White, participó en actividades anarquistas durante la década del ’30, luego de participar en la Revolución española.

## Tiempos modernos
A fines de la década de 1960, algunos autodenominados anarquistas tuvieron participación durante las campañas por los derechos civiles, como John McGuffin y Jackie Crawford. Durante la década siguiente, algunos exmiembros del IRA se contactaron, interesados en las ideas anarquistas, con el periódico londinense Black Flag. Algunos grupos anarquistas de breve existencia de aquellos años que se pueden mencionar son: el Dublin Anarchist Group y New Earth. Their existence was brief and not widely known. Estos desaparecieron debido a la detención de algunos de sus miembros por acciones armadas, y dos de sus miembros, Noel y Marie Murray, fueron sentenciados a muerte por el crimen de un Garda Síochána durante un asalto bancario. Sus sentencias fueron cambiadas a reclusión perpetua, debido a una campaña de apoyo internacional.

### Orígenes del movimiento
Los primeros pasos del movimiento anarquista moderno se dieron a fines de los años 70, cuando un grupo de jóvenes irlandeses anarquistas que vivían en Inglaterra, retornaron a Irlanda. Se establecieron bases locales en Belfast, Dublin, Limerick y Dundalk. En la década posterior aparecieron algunos periódicos de diversa suerte, entre los cuales se encuentran: Outta Control (Belfast), Anarchist Worker (Dublín), Antrim Alternative (Ballymena), Black Star (Ballymena), Resistance (Dublin) and Organise! (Ballymena). Se abrieron librerías en Belfast (Just Books en Winetavern Street) y Dublin (ABC en Marlborough Street). Todos estos grupos atrajeron simpatizantes anarquistas, aunque no tenían mucho que ver entre sí, no llevaron políticas ni acuerdos en común. Estos grupos tuvieron una breve existencia y no dejaron una base firme para el futuro del movimiento.
En 1978, exmiembros del Belfast Anarchist Collective y del Dublin Anarchist Group se unificaron políticamente, adoptaron una visión clasista, y conformaron la Anarchist Workers Alliance, que existió entre 1978 y 1981, aunque su influencia principal fue en Dublín. Editaron 'Anarchist Worker' (7 números), documentos sobre el Nacionalismo irlandés, la liberación fememnina, el sindicalismo, etc.

### Organizaciones en actividad
Algunas organizaciones anarquistasque actualmente operan en Irlanda:
- El Workers Solidarity Movement, fundado en 1984, es un grupo plataformista con actividades en Dublín, Cork, Limerick, Belfast y Derry.

- Organise!, es una organización clasista con base en Irlanda del Norte, formada en 2003 de la unión de la Anarcho-Syndicalist Federation, la Anarchist Federation,el Anarchist Prisoner Support y algunas individualidades.

- El grupo de Dublín Revolutionary Anarcha-Feminist Group (RAG), es anarcofeminista, fundado en 2005, edita el magazine, The Rag.

- Hay también una cierta cantidad de organizaciones no explícitamente ácratas que tienen mucho en común con el movimiento anarquista. Entre estas podemos mencionar Grassroots Gatherings (2001-presente), el Dublin Grassroots Network (2003-2004), el Grassroots Dissent (2004-presente), Galway Social Space (2008-2010), Rossport Solidarity Camp (2005-presente), y Seomra Spraoi (2004-presente).